# Symfonie nr. 1 (Broadstock)
Brenton Broadstock voltooide zijn Symfonie nr. 1 "Towards the shining light" in 1988. Het werk ging eerst alleen onder haar subtitel door het leven, pas later kwam de term "symfonie nr. 1" erbij.
Broadstock was gedurende het seizoen 1988-1989 de huiscomponist van het Melbourne Symphony Orchestra. Dat orkest gaf dan ook de opdracht voor deze eerste symfonie van de Australische componist. Tegelijkertijd werd het gezin Broadstock uitgebreid met zoon Matthew. Matthew bleek bij de geboorte niet geheel en al gezond. De symfonie gaat dan ook over het verwerkingsproces dat de componist doormaakte, eerst het schrikken en daarna de acceptatie. Die acceptatie leidde tot de titel, die op zich weer afkomstig is van The Pilgrim's Progress van John Bunyan.
De symfonie bestaat uit slechts één deel, dat onderverdeeld is in vijf secties. De eerste sectie is langzaam in tempo (maatslag 50) en begint met een solo voor de hoorn. De tweede sectie is vervolgens het snelle(re) scherzo. Deze sectie gaat direct over naar de overpeinzing (sectie 3). Sectie vier is een verwijzing naar sectie. Sectie vijf is de finale, die wordt afgesloten met de hoornsolo uit sectie 1.
Het Melbourne Symphony Orchestra gaf de eerste uitvoering op 21 mei 1988 onder leiding van Hiroyuki Iwaki. De symfonie won in 1991 een Australische muziekprijs.
De symfonie is geschreven voor:
- 1 piccolo, 1 dwarsfluit/altfluit, 1 hobo, 1 althobo, 1 klarinet, 1 basklarinet, 1 fagot
- 4 hoorns, 3 trompetten, 3 trombones, 1 tuba
- pauken,  3 man/vrouw percussie, 1 piano/celesta
- violen, altviolen, celli, contrabassen

## Discografie
- Uitgave Et'cetera: Andrew Wheeler leidt het Academisch Symfonieorkest van Krasnojarsk, een opname uit 1999